# Ophiderma flavicephala
Ophiderma flavicephala är en insektsart som beskrevs av Goding. Ophiderma flavicephala ingår i släktet Ophiderma och familjen hornstritar. Inga underarter finns listade i Catalogue of Life.